# Joseph Béard
Pour les articles homonymes, voir Beard.
Joseph Béard, dit l'Élyeudo (l'Éclair), né le 25 février 1808 à Rumilly et mort le 1er avril 1872 à Rumilly, est un médecin, poète et parolier savoyard, de langue savoyarde (francoprovençale).

## Biographie
Son père était un modeste tailleur de vêtements.
Joseph fit ses études à Rumilly, puis à Chambéry, à Lyon et à Paris pour devenir médecin. Pour payer ses études, il chantait dans les rues.
Bien que son diplôme ne soit pas reconnu par le royaume sarde, il s'installe médecin à Rumilly.

## Son œuvre
Joseph Béard est l'auteur d'une épopée écrite en français, entre 1840 et 1857, intitulée Napoléon Bonaparte, ainsi que de nombreuses chansons composées en français et aussi en savoyard, sa langue natale. Il est notamment l'auteur des chansons sur le célèbre colporteur Curosset. Il est également l'inventeur de l'expression qui est devenue la devise de Rumilly, "Et qu'apoué ?", prêtée a des bourgeois passenalyus imaginaires faisant face aux soldats français venus pour prendre la ville, dans la chanson La pasnalye. Los Capoué.

## Publication
Ouvrage bilingue comportant une biographie, une analyse de l'œuvre de Béard, et 34 de ses chansons en arpitan :
- Jozè Byâ, dè l'Elyeudo / Joseph Béard, dit l'Eclair, Pierre Grasset, Roger Viret, préface de Louis Terreaux, Collection Les savoisiennes de La Fontaine de Siloé, 2006, 325 p.,  (ISBN 978-2-84206-338-2).